# Sergio Magri
Sergio Magri (Brescia, 29 dicembre 1916 – Palma di Maiorca, 1º dicembre 1938) è stato un militare e aviatore italiano, decorato di Medaglia d'oro al valor militare alla memoria nel corso della guerra civile spagnola.

## Biografia
Nacque a Brescia il 29 dicembre 1916. 
Allievo della scuola provinciale di volo a vela della R.U.N.A. di Brescia, vi conseguì il brevetto di pilota di velivolo senza motore. Diplomato in ragioneria nell’Istituto tecnico di Brescia, dopo lo scoppio della guerra d'Etiopia tentò di partire per l'Africa Orientale Italiana come volontario in forza al battaglione universitario "Curtatone e Montanara", e quindi si trasferì con la famiglia a Rovigo. Nel maggio 1936 si arruolò nella Regia Aeronautica come allievo ufficiale pilota di complemento. Nel mese di agosto conseguì il brevetto di pilota e nel mese di novembre quello di pilota militare presso la Scuola caccia di Aviano. Divenuto sottotenente fu assegnato al 16º Stormo Bombardamento Terrestre di stanza a Vicenza. Nell'ottobre 1937 fu assegnato all'Aviazione Legionaria e mandato a combattere nella guerra di Spagna dove partecipò a numerose azioni di bombardamento ritornando più volte con il velivolo colpito dalla reazione antiaerea, guadagnandosi per voli compiuti dal 10 al 25 ottobre la croce di guerra al valor militare. Cadde in combattimento a Son Bonet, Palma di Majorca, il 1º dicembre 1938 e fu decorato con la medaglia d'oro al valor militare alla memoria.

### Fonti
1. 1 2 3 4  Combattenti Liberazione.
2. 1 2  Gruppo Medaglie d'Oro al Valor Militare 1965, p. 351.
3. 1 2  Ufficio Storico dell'Aeronautica Militare 1969, p. 93.
4. 1 2 3  Enciclopedia Bresciana.
5. ↑  Medaglie d'oro al valor militare sul sito della Presidenza della Repubblica